# Береника (фильм, 1954)
«Береника» (фр. Bérénice) — короткометражный фильм режиссёра Эрика Ромера, снятый в 1954.

## О фильме
Экранизация одноимённой новеллы Эдгара По, выполненная в экспериментальной манере. Фильм почти в точности следует сюжету новеллы. Актёры не произносят ни слова, используя только мимику и жесты, сопровождаемые закадровым голосом, читающим текст новеллы в переводе Шарля Бодлера, сокращённом и слегка модернизированном. Действие сопровождается музыкой и звуковыми эффектами.
Роковая сцена с улыбкой Береники, положившей начало безумию Эгея, в фильме происходит ночью, а не после полудня, как у По. Чередование дня и ночи, по мнению критиков, символизирует бинарную оппозицию реальности и воображаемого, одну из основ позднейшего ромеровского стиля.

Резкие движения камеры, увеличение до очень крупных планов, панорамические рапиды справа-налево и слева-направо, чередование дня и ночи, вспышки света, религиозная музыка и жестокие удары топора изображают безумие, в котором пребывает дух Эгея, неотступно преследуемый зубами кузины, которые он наделяет самостоятельным сознанием, которое хотел бы заполучить, чтобы избежать крушения среди гложущих его пустых и неотвязных мечтаний.— Lacuve J.-L.
Съёмки проводились в загородном доме Андре Базена, оператором был Жак Риветт, который затем вместе с Ромером монтировал фильм. Роли исполняют непрофессиональные актёры: Эгея играет сам Ромер, Беренику — Тереза Гратия — это её единственная роль в кино. В 1961 году Франсуа Трюффо, отмечая, что многие представители «новой волны» в условиях хронического недофинансирования вынуждены были снимать короткометражные картины и на 16-миллиметровой киноплёнке писал: «Однако королём 16-миллиметров оставался вне конкуренции Эрик Ромер; оба фильма Ромера, „Береника“ по Эдгару По и „Крейцерова соната“, снятые на 16-миллиметровой плёнке и озвученные с помощью магнитофона, были великолепны. Я их смотрел часто и достаточно недавно, чтобы иметь право утверждать: они вполне выдерживают сравнение с лучшими профессиональными (35 мм) картинами последних пяти лет».
При жизни режиссёра, оценивавшего свой эксперимент невысоко, картина не демонстрировалась. Фрагменты из неё вошли в состав учебного документального фильма «Необыкновенные истории Эдгара По» (1965), но полностью её мало кто видел. Хронометраж оценивался примерно в 15 минут. Плёнка была обнаружена в начале 2010-х годов на одном из стеллажей в бюро Ромера, картина отреставрирована и выпущена в 2013 году на DVD компанией Potemkine.